# All That We Needed
 (février 2017).
Si vous disposez d'ouvrages ou d'articles de référence ou si vous connaissez des sites web de qualité traitant du thème abordé ici, merci de compléter l'article en donnant les références utiles à sa vérifiabilité et en les liant à la section « Notes et références ».
Albums de Plain White T's
Stop
(2002) Every Second Counts
(2007)
Singles
1. Hey There Delilah
Sortie : 9 mai 2006

All That We Needed est le 3e album studio du groupe de pop rock américain Plain White T's, sorti en 2005.
L'album est réédité en 2007, incluant 6 pistes supplémentaires et 3 vidéos,.

## Liste des titres
| 1.    | All That We Needed (Higgenson, Shelly Peiken) | 3:41 |
| 2.    | Revenge                                       | 3:26 |
| 3.    | Take Me Away (Higgenson, Danny Wilde)         | 2:42 |
| 4.    | My Only One (Mike Retondo, Higgenson)         | 3:49 |
| 5.    | Sad Story                                     | 2:57 |
| 6.    | Breakdown                                     | 3:34 |
| 7.    | What More Do You Want?                        | 2:24 |
| 8.    | Lazy Day Afternoon                            | 2:15 |
| 9.    | Anything                                      | 2:59 |
| 10.   | Sing My Best                                  | 2:51 |
| 11.   | Faster                                        | 2:51 |
| 12.   | Last Call                                     | 2:53 |
| 13.   | Hey There Delilah (Original version)          | 3:52 |
| 40:20 |                                               |      |

| 14. | Hey There Delilah (Radio version) | 3:52 |
| 15. | Easy Way Out                      | 2:46 |
| 16. | Down the Road                     | 2:53 |
| 17. | Losing Myself                     | 3:41 |
| 18. | If I Told You                     | 3:08 |
| 19. | Hey There Delilah (Live version)  | 4:08 |

| 1. | All That We Needed | 3:41 |
| 2. | Hey There Delilah  | 3:58 |
| 3. | Take Me Away       | 2:56 |

## Crédits

### Membres du groupe
- Tom Higgenson : chant lead, guitare acoustique
- Tim G. Lopez : guitare solo, chœurs
- Dave Tirio : guitare rythmique, chœurs
- Mike Retondo : basse, chœurs
- De'Mar Hamilton : batterie, percussions, chœurs

### Production
- Producteur, ingénieur : Ariel Rechtshaid
- Producteur exécutuif : Loren Israel
- Photographie : Tom Higgenson, Dave Tirio, Emily Driskill
- Mixage : Lou Giordano